# Sada Cruzeiro Vôlei
Sada Cruzeiro Vôlei é uma equipe de voleibol brasileira sediada em Belo Horizonte, realizando suas partidas como mandante no Ginásio Poliesportivo do Riacho, localizado na cidade de Contagem. Tem uma extensa gama de títulos, incluindo todos os seis que disputou na temporada 2015-16, e o clube é pentacampeão do Campeonato Mundial de Clubes, hendecacampeão do Sul-Americano de Clubes, pentacampeão da Supercopa Brasileira heptacampeão da Copa Brasil de Voleibol, tridecacampeão do Campeonato Mineiro e octacampeão da Superliga - Série A, a liga nacional do voleibol brasileiro.  Fundado em 2006 como Associação Esportiva Sada Vôlei na cidade de Betim, em 2009 fechou parceria com o Cruzeiro Esporte Clube, levando à mudança de nome e estádio.
Em 2013, o Sada Cruzeiro Vôlei criou o seu time B: o "Sada Funec Contagem", composto pelos melhores atletas das categorias de base (juvenil e infanto), garotos selecionados entre os quase 800 alunos que atuam nas escolinhas de vôlei e projetos sociais do clube. A missão do Sada Funec Contagem era disputar a Superliga - Série B (2014), a segunda divisão da liga nacional, para agregar experiência. Mas mesmo competindo contra clubes de atletas adultos, os garotos surpreenderam e após realizarem a melhor campanha da primeira fase, chegaram a final da competição. Contudo, foram impedidos de jogar em razão de decisão do STJD.

## História

### Fundação e Primeiras Conquistas
A Associação Esportiva Sada Vôlei foi fundada no ano de 2006, por meio da parceria entre a Prefeitura de Betim e o Grupo Sada, o patrocinador master do clube. Sua primeira conquista foi a Taça Cidade Vitória (2006). Após ser vice-campeão do Campeonato Mineiro, ainda em 2006, foi terceiro colocado na Liga Nacional, se credenciando para disputar sua primeira Superliga - Série A na temporada 2006-07.
Sendo a equipe com a maior média de público nos jogos desta temporada, chegando a 4.500 torcedores. Apesar da recente fundação, a equipe terminou o campeonato na sexta colocação, no total de quinze equipes, em 2007. No mesmo ano foi campeão da Copa Bento, terceiro na Copa Brasil e quarto na Copa Mercosul.
Em 2008, o Grupo Sada passou a investir também nas categorias de base da equipe e hoje é responsável por toda a gerência, através da Associação Esportiva Sada Vôlei. As equipes Juvenil e Infanto-juvenil conquistaram vários títulos desde então. Na Superliga 2007-08, terminou na quinta colocação. Ainda em 2008, conquistou o Campeonato Mineiro pela primeira vez e foi bicampeão da Copa Bento, também disputou o Mundial Interclubes ficando na quarta colocação.

### A Parceria Cruzeiro e o Elenco de Elite
Em janeiro de 2009, a equipe passou a se chamar Sada Cruzeiro Vôlei, em uma parceria com o Cruzeiro Esporte Clube, fato inédito no cenário brasileiro. Por meio da parceria, a sede e o centro de treinamento da equipe foram transferidos para o Parque Esportivo do Cruzeiro, localizado no bairro Barro Preto, na capital Belo Horizonte. A equipe iniciou 2009 com uma série de torneios, conquistando o título da Copa Santa Catarina, em setembro, depois ficou em segundo lugar no Desafio Globo Minas, ainda conquistou o bronze no  Campeonato Sul-Americano de Clubes e obteve a mesma colocação no Campeonato Mineiro. Evoluindo em sua posição na Superliga, terminou em terceiro, na temporada 2008-09.
Além da parceria Cruzeiro, outro fato relevante, em 2009, foi a chegada do renomado técnico argentino Marcelo Mendez, ex-jogador e técnico do River Plate, também foi técnico de diversos times europeus e da seleção espanhola, levando a fúria ao quinto lugar na Copa do Mundo de 2007. Chegou ao Brasil em 2009, como técnico do Montes Claros, onde conquistou o Campeonato Mineiro de 2009, antes de receber o convite para assumir e reformular a equipe do Sada Cruzeiro.
Para a Superliga 2009-10, em qual ficou em quarto, o Sada Cruzeiro manteve a base da temporada anterior, como o levantador Sandro e o oposto Leandrão, jogadores que se destacavam na atual Seleção Brasileira, além do experiente central Douglas Cordeiro e o líbero Polaco. Mas reforços de peso também chegaram para fortalecer o time mineiro, em razão da reformulação iniciada pelo técnico Marcelo Mendez, entre eles os principais foram o jovem e promissor oposto Wallace de Souza, maior pontuador da última Superliga e que viria a se tornar um dos maiores heróis da equipe (sendo MVP em diversas conquistas) e o levantador William Arjona, que após cinco anos na Argentina recebeu a alcunha de "El Mago", William aos poucos se consolidou como o capitão e o cérebro da equipe, articulando as principais jogadas do escrete (sendo decisivo nas principais conquistas). Outros reforços foram: o meio-de-rede Renato Felizardo, um dos melhores atacantes do campeonato italiano nos últimos cinco anos; o ponta Bruno Zanuto, que estava na Polônia; o atacante Samuel Fuchs, medalha de prata em Pequim e tricampeão da Liga Mundial; e o ponteiro Bob. Com este elenco, ainda em 2010, o Sada Cruzeiro foi novamente campeão Mineiro e campeão do Torneio Internacional de Voleibol de Irvine/EUA.
Em 2011, o elenco se fortaleceu com novos reforços (como o elogiado líbero Sérgio Luiz Seixas, o Serginho) e dispensa de alguns jogadores, sendo bicampeão do Torneio Internacional de Voleibol de Irvine/EUA e novamente campeão Mineiro. Na Superliga 2010-11, após excelente primeira fase, chegou a final pela primeira vez, mas foi derrotado pelo Sesi (SP).

### 2011-12 - Tríplice Coroa e Vice-Mundial
No ano de 2012, o maior reforço para a temporada foi o ponteiro cubano Yoandy Leal Hidalgo, dono de um poderoso saque e o principal atacante da seleção cubana nos últimos anos (sendo vice-campeão mundial por seu país). Leal chegou ao clube após cumprir a pena de dois anos parado, sem praticar atividade esportiva profissional, tempo que a federação cubana exige para seus atletas fixarem residência no exterior. Motivo que dificultou sua adaptação a equipe, pois além da falta de ritmo de jogo, o atleta estava com 118 kg, 18 kg a mais que o ideal para seu jogo. Após treinamento especial, Leal encontrou sua melhor forma e foi decisivo para as grandes conquistas do Sada Cruzeiro.
No mesmo ano, o clube conquistou a Tríplice Coroa, assim como a equipe de futebol, conquistando os títulos do Campeonato Mineiro, da Superliga 2011-12 e do Sul-Americano de Clubes. Na superliga, o Sada Cruzeiro venceu o Volêi Futuro (SP) na grande final em São Bernardo do Campo (SP), por 3x1 (24/26, 25/18, 25/13 e 25/19), conquistando a sua primeira Superliga - Série A, a liga nacional do voleibol brasileiro. Com o título, a equipe se credenciou para disputar o Mundial de Clubes, representando o Brasil. No mundial sediado em Doha, após excelente campeonato o Sada Cruzeiro foi derrotado pelo Trentino (ITA) na final, sendo este o quarto título mundial da equipe italiana.

### 2012-13 - Campeão Mundial e Vice-campeão da Superliga

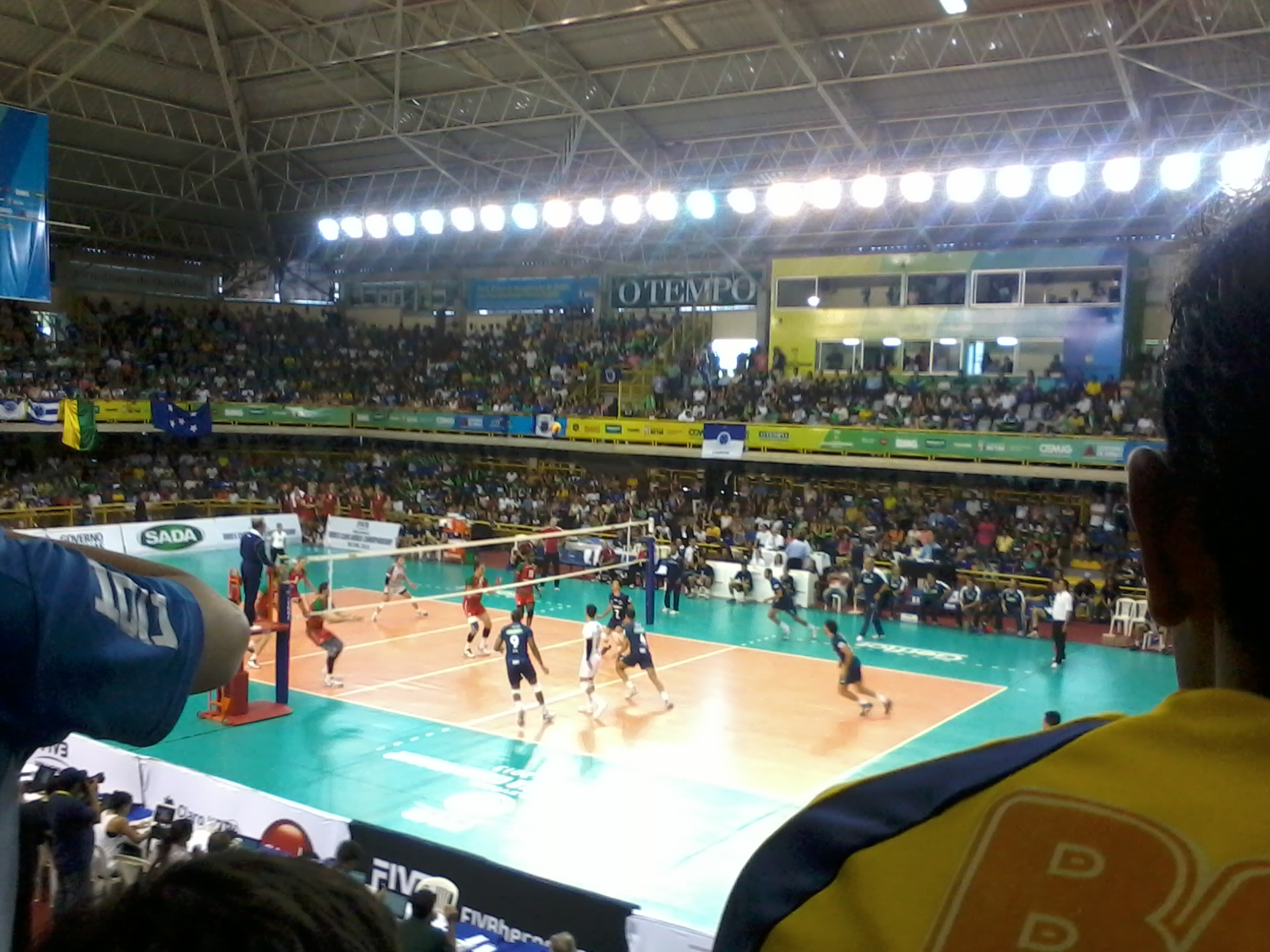
Sada Cruzeiro (de azul) disputando a final do mundial em Betim contra o Lokomotiv Novosibirsk.

Em 2013, o Sada Cruzeiro foi novamente campeão Mineiro e após fazer a melhor campanha da Superliga 2012-13 acabou derrotado na grande final pelo RJX (RJ), no ginásio do Maracanãzinho, casa do adversário. Dessa maneira, não se classificou para o campeonato Sul Americano 2012-13 como no ano anterior, porém o clube se moveu politicamente junto a FIVB, conjuntamente com a Prefeitura de Betim, conseguindo o direito de sediar o Campeonato Mundial de Clubes de Voleibol Masculino, financiando e promovendo internacionalmente a competição, participando, assim, da mais importante competição mundial de clubes como a equipe sede. 
No mesmo ano, seguindo a boa fase do time adulto, o time juvenil foi campeão do maior campeonato de base do país: a Taça Paraná de Voleibol. A final foi contra o time juvenil do Sesi/SP, que foi superado por 3 sets a 0 (parciais de 25/21, 25/23 e 25/17).

### 2013-14 - A Temporada Mágica: "Campeão de Tudo"
Na temporada 2013-14 (calendário FIVB, início em agosto/2013 e término em maio/2014), o Sada Cruzeiro concretizou a difícil tarefa de conquistar todos os campeonatos da temporada (apesar de serem cinco conquistas em seis campeonatos disputados, pois a equipe foi campeã de um dos dois Campeonato Mundial de Clubes disputados na mesma temporada, as edições de 2013 e de 2014 integraram o calendário da temporada 2013-14 em razão da readequação do calendário oficial pela FIVB). Tal realização da equipe foi algo inédito no esporte brasileiro, no voleibol mundial e raramente visto em demais desportos no cenário internacional.
A primeira das conquistas foi o Mundial de Clubes 2013, sediado em Betim (MG), a final ocorreu em 20 de outubro de 2013. Após primeira fase vencendo o clube tunisiano Club Sportif Sfaxien e o dominicano La Romana VB Club, venceu na semifinal o UPCN Voley Club da Argentina por 3x0 (22/25, 18/25 e 20/25) e na final venceu o time russo Lokomotiv Novosibirsk por 3x0 (20/25, 19/25 e 20/25), no Ginásio Divino Braga lotado. Assim se tornou o primeiro clube não italiano a se sagrar campeão mundial de voleibol.
O segundo título foi o Campeonato Mineiro, o quarto consecutivo e quinto da história, com a final em 22 de dezembro de 2013, tendo o Sada Cruzeiro batendo o Minas no Ginásio Poliesportivo de Contagem, por 3x1 (17/21, 21/16, 21/17 e 21/17).
O terceiro título, a Copa Brasil de Voleibol (2014), foi conquistado em 25 de janeiro de 2014. Competição que reuniu as oito maiores equipes do voleibol nacional. Após vencer o São Bernardo Vôlei (SP) na primeira fase e o Brasil Kirin (SP) na fase semifinal, o Sada Cruzeiro venceu na final o Sesi (SP) por 3x2 (21/17, 15/21, 16/21, 21/15 e 23/21). Foi um grande espetáculo e uma das mais difíceis vitórias da história do clube. A partida foi no ginásio Chico Neto, em Maringá (PR), com cerca de cinco mil presentes. Com esta conquista o Sada Cruzeiro se classificou para a sua terceira disputa de Campeonato Sul-Americano de Clubes, representando o Brasil.
A quarta conquista foi o Sul-Americano de Clubes 2014, realizado na Arena Vivo, em Belo Horizonte (MG), concretizada em 23 de fevereiro de 2014, na final em outro duelo contra o UPCN (clube argentino, que ganhara a edição anterior do torneio). Na primeira fase o Sada Cruzeiro venceu o Nacional (URU) por 3x0, o Club ADO (CHI) por 3x0 e o grande rival Vivo/Minas (BRA) por 3x1. A semifinal foi vencida por 3x0, contra o campeão argentino, o Boca Juniors (ARG). A grande final, contra o UPCN (ARG), foi uma partida extremamente disputada, a equipe celeste conseguiu uma grande virada e venceu por 3x2 (23/25, 23/25, 25/20, 25/19 e 18/16) se tornando bicampeão da competição. As duas equipes finalistas garantiram vagas no Mundial de clubes que será disputado em Maio, no Brasil.
A quinta conquista foi a Superliga 2013-14, onde após excelente primeira fase, ganhando 18 dos 22 jogos e batendo pelo menos uma partida com cada adversário se classificou em primeiro para a segunda fase. Nos playoffs, eliminou o Moda Maringá (PR) e o rival Vivo/Minas (MG) antes da finalíssima, disputada em jogo único no Mineirinho, com o Sesi (SP) vencida por arrasadores 3x0 (21/19, 21/17 e 21/18). William e Leal foram escolhidos como os melhores do campeonato em suas posições, com destaque para o oposto Wallace que foi o maior pontuador do campeonato com 374 pontos, e o técnico Marcelo Mendez foi escolhido como o melhor da competição.
A única derrota da equipe na temporada 2013-14 foi o Campeonato Mundial de Clubes (2014), que em razão da readequação do calendário oficial pela FIVB, foi deslocado do início para o fim da temporada (assim os campeonatos mundiais de 2013 e de 2014 foram realizados na mesma temporada). Com isso, o Campeonato Mundial de Clubes 2014 foi a última disputa da temporada e apesar da forte preparação do Sada Cruzeiro (em qual venceu a Seleção Brasileira de Vôlei) a equipe ficou apenas na quarta colocação, seja pelo desgaste da temporada ou pela força de seus adversários. Sediado no Mineirinho, em Belo Horizonte, de 05 a 10 de maio, o campeonato foi conquistado pelo Belogorie Belgorod/RUS (campeão da Liga dos Campeões da Europa) e a primeira equipe russa campeã do mundo.
Além das conquistas, em 2013, o Sada Cruzeiro criou o seu time B: o "Sada Funec Contagem", composto pelos melhores atletas das categorias de base (juvenil e infanto), garotos selecionados entre os quase 800 alunos que atuam nas escolinhas de vôlei e projetos sociais do clube. A missão do Sada Funec Contagem era disputar a Superliga - Série B (2014), a segunda divisão da liga nacional, para agregar experiência. Mas mesmo competindo contra clubes de atletas adultos, os garotos surpreenderam e após realizarem a melhor campanha da primeira fase, chegaram a final da competição! Mas foram impedidos de jogar em razão de decisão do STJD.
A temporada 2013-14 foi a mais vitoriosa da equipe, que elevou a média de conquistas a um patamar surpreendente: foram 12 títulos em 16 campeonatos disputados nos últimos quatro anos. Sendo vice-campeão em três dos outros quatro (Mundial de Clubes de 2012, Superliga - Série A nas temporadas 2012-13 e 2010-11), ou seja, foram 15 finais consecutivas em 16 campeonatos disputados! Acumulando todos os títulos possíveis em uma temporada e sendo nominado, pela imprensa esportiva, com a alcunha de "campeão de tudo".
Nas categorias de base o Sada Cruzeiro também conquistou cinco títulos nesta temporada: Jogos de Minas Juvenil (fase Regional e Estadual), Metropolitano Juvenil, Metropolitano Infanto, Copa Minas Infanto e Estadual Infanto.

### 2014-15 - Consolidação da Hegemonia Nacional
Na temporada 2014-15, a equipe Sada Cruzeiro confirmou sua supremacia, estabelecida na temporada 2013-14. Por meio de novas conquistas e excelentes campanhas nas disputas do Torneio de Irvine (2014), do Campeonato Mineiro (2014), da Copa Brasil de Voleibol (2015), da Superliga - Série A (2014-15) e do Campeonato Sul-Americano de Clubes (2015).
Iniciando tais desafios a equipe concluiu suas atividades de intertemporada nos Estados Unidos, em setembro de 2014, voltando para casa com mais um título: o tricampeonato do Torneio de Irvine, vencido de forma invicta. O Torneio de Irvine foi realizado no campus da Universidade da Califórnia/EUA, em partidas contra o time anfitrião, o UC Irvine e o chinês Shanghai Tang. O Sada Cruzeiro ganhou do UC Irvine, na final, por 3 a 1 (23/25, 25/19, 25/19 e 31/29), em grande disputa.
Depois da conquista do tricampeonato do Torneio de Irvine, o Sada Cruzeiro continuou seus treinamentos para a temporada 2014-15 em outubro, no Centro de Treinamento do Barro Preto, reforçando seu plantel estrelado com o ponteiro Frederic Winters, capitão da seleção canadense.
Após tamanha preparação (com excurções, torneios amistosos e reforços), o Sada Cruzeiro seguiu o caminho de conquistas na temporada 2014-15 com a conquista do Campeonato Mineiro (2014), também de forma invicta, em 18 de outubro de 2014, no Poliesportivo do Riacho. Durante a competição, a equipe venceu por duas vezes as equipes Montes Claros Vôlei, UFJF e Minas T.C. na primeira fase, novamente o Montes Claros Vôlei na semifinal e novamente o Minas T.C. na final, por 3 a 0 (25/15, 25/16 e 25/15). Foi o pentacampeonato Mineiro e o sexto título de sua história no Campeonato Mineiro.
Na Copa Brasil de Voleibol (2015), campeonato que seleciona a equipe que representará o Brasil no Campeonato Sul-Americano de Clubes 2015, o desafio também era defender o título, mas após vencer a UFJF (MG) nas quartas de final por 3x2 (25/22, 22/25, 22/25, 25/19 e 15/13) o Sada Cruzeiro perdeu para o Taubaté Funvic (SP) na semifinal por 3x1 (26/24, 26/24, 17/25 e 25/23), em jogo parelho do início ao fim, encerrando sua participação na Copa Brasil de Voleibol (2015) na terceira colocação, o Taubaté Funvic (SP) foi o campeão, desta edição, vencendo na final o Vôlei Brasil Kirin (SP). Apesar da derrota o Sada Cruzeiro já estava classificado para o seu quarto Campeonato Sul-Americano de Clubes, por ser o atual campeão.
No Campeonato Sul-Americano de Clubes (2015), o desafio também era manter o patamar de conquistas da temporada passada, mas após chegar à grande decisão sem perder set algum, o Sada Cruzeiro acabou superado pelo UPCN (ARG), sendo o vice-campeão. Na primeira fase, foram três vitórias arrasadoras sobre: San Martin (BOL) por 3x0 (25/5, 25/14 e 25/8), Taubaté Funvic (BRA) por 3x0 (25/21, 25/23 e 25/22) e Club Atletico Bohemios (URU) por 3x0 (25/11, 25/9 e 25/15). Nas semifinais, o Sada Cruzeiro passou fácil pelo Lomas de Zamora (ARG) também por 3x0 (25/17, 25/15 e 25/18), na outra chave o UPCN (ARG) arrasou a equipe do Taubaté Funvic (BRA). Mesmo chegando à final sem perder sets o Sada Cruzeiro encontrou grande dificuldade, conseguindo equilibrar o jogo somente no terceiro set e no tie break a decisão foi no detalhe, ambas as equipes empatadas em 14/14, mas, apoiado por milhares de torcedores, o UPCN (ARG) fechou por 16/14, em seu Ginásio Aldo Cantoni, na cidade de San Juan (Argentina). A equipe da casa venceu o Sada Cruzeiro por 3x2 (25/21, 25/18, 17/25, 21/25 e 16/14) e se classificou para o Campeonato Mundial de Clubes (2015). Apesar da derrota o Sada Cruzeiro já estava classificado para o seu terceiro Mundial de Clubes (a ser disputado no segundo semestre de 2015), por ser o anfitrião da competição.
Na disputa da  Superliga - Série A (2014-15), apesar dos vice-campeonatos na Copa Brasil de Voleibol e no Campeonato Sul-Americano, o Sada Cruzeiro manteve a excelência de jogo ao longo de toda a temporada, sendo coroado, novamente, com a primeira colocação na fase classificatória. Foram 19 vitórias em 22 partidas, desempenho mantido nos playoffs, nos quais o Sada Cruzeiro eliminou o Montes Claros TC nas quartas de final e o Minas TC nas semifinais e na finalíssima, a quinta consecutiva da equipe celeste, novamente (como na temporada 2013-14) venceu o Sesi-SP por 3x1 (21/25, 25/19, 27/25 e 25/19), conquistando seu terceiro título e o bicampeonato da Superliga. A grande final foi disputada em 12 de abril de 2014, novamente no templo do voleibol brasileiro: o Mineirinho. Lotado (com mais de 14 mil presentes) o mega ginásio agigantou a equipe do Sada Cruzeiro, que empurrado por sua inabalável torcida, venceu a disputada final e consolidou sua supremacia como a maior equipe do voleibol brasileiro. Assegurando vaga no Campeonato Sul-Americano de Clubes (2016) e conquistando sua segunda Tríplice Coroa (em virtude dos títulos do Torneio de Irvine, do Mineiro, e a Superliga), encerrando a temporada 2014-15 de forma espetacular.
Superando os desmandos do STJD, o Sada Cruzeiro B (com o nome alterado para "Sada Cruzeiro Unifemm" e mando de jogos em Sete Lagoas) voltou a disputar a Superliga - Série B, na temporada 2015, novamente com os atletas da base e se sagrou campeão da competição após superar as equipes: Bento Vôlei (RS), Sesi (SP), Cremer (SC), Brasília (DF), Três Corações (MG), Santo André (SP) e Foz do Iguaçu (PR). Vice-líderes da fase de classificação, os garotos cruzeirenses enfrentaram na final o Bento Vôlei (RS), com o objetivo de baterem o invicto primeiro colocado jogando na Serra Gaúcha, sem se intimidarem com a experiência dos donos da casa, conquistaram o título inédito, que coroa todo o trabalho da base, ao vencerem pelo placar de 3 sets a 2 (25/20, 24/26, 17/25, 25/17 e 15/13).

### 2015-16 - A Temporada Perfeita: O primeiro Campeão de Tudo em uma Temporada
A equipe Sada Cruzeiro iniciou tal temporada (2015-16) com o objetivo de manter a maior conquista da temporada anterior (2014-15): a consolidação de sua hegemonia nacional. Com o anterior destaque em todas as competições nacionais e a vaga assegurada no Campeonato Mundial de Clubes, a temporada se abre com um horizonte de muito trabalho e a esperança de novas conquistas, sendo a principal delas o bicampeonato mundial. Para isso a diretoria, junto aos patrocinadores, conseguiram efetivar a manutenção das principais peças do elenco de jogadores e corpo técnico. O resultado foi a melhor temporada de sua história vencendo todos os cinco títulos que disputou:«Sada Cruzeiro derrota Minas e é hexacampeão Mineiro». sadacruzeiro.com.br. 18 de outubro de 2015. Consultado em 31 de outubro de 2015</ref> venceu a Supercopa entre os campeões nacionais, sendo esta as três primeiras edições da Supercopa Brasileira; sua terceira Copa do Brasil, sua quarta Superliga, seu terceiro Sul-Americano, e o segundo Mundial de Clubes, a conquista mais importante de sua história.
Como resultado, o escrete celeste seguiu o caminho de conquistas com o primeiro título da temporada, o sétimo título do Campeonato Mineiro (2015) (o hexacampeonato consecutivo). Durante a competição, a equipe venceu as equipes: UNINCOR Três Corações, Montes Claros Vôlei, UFJF e Minas T.C. na primeira fase, novamente o UNINCOR Três Corações na semifinal e novamente o Minas T.C. na final, por 3 a 2 (19/25, 25/18, 25/17, 23/25 e 15/13), em 18 de outubro de 2015, no Poliesportivo do Riacho.
Para a conquista do bicampeonato mundial, o principal título da temporada 2015-16, o Sada Cruzeiro concentrou seus treinamentos no palco da competição: o Ginásio Poliesportivo Divino Ferreira Braga, sediado em Betim. Com programação de 27 a 31 de outubro de 2015, o Campeonato Mundial de Clubes de 2015 contou com as participações dos clubes: Zenit Kazan/RUS (campeão da Liga dos Campeões da Europa), UPCN Voley Club/ARG (campeão do Sul-Americano de Clubes), Arecibo Capitanes Club/PUR (representante da NORCECA), Paykan Tehran/IRN (campeão do Asiático de Clubes), Ahly Sporting Club/EGY (campeão do Africano de Clubes) e Sada Cruzeiro Vôlei/BRA (representante do país-sede). O Cruzeiro, após excelente primeira fase, venceu na semifinal o campeão asiático Paykan Tehran/IRN por 3x0 (25/19, 25/17 e 25/17) e na grande final, em 31 de outubro de 2015, venceu o campeão europeu Zenit Kazan/RUS por 3x1 (25/20, 21/25, 27/25 e 25/21), diante do Ginásio Divino Braga lotado. Conquistando o título mais importante de sua história: o bicampeonato mundial. Honraria que fez do Sada Cruzeiro o segundo maior clube da história do Mundial de Clubes, fortalecendo sua imagem no cenário internacional.
A equipe do Cruzeiro seguiu imbatível na temporada (2015-16) ao conquistar seu terceiro título, derrotando o FUNVIC Taubaté (SP), pela Supercopa Brasileira, o confronto do atual campeão da Superliga - Série A (Sada Cruzeiro) contra o vencedor da Copa Brasil de Voleibol (FUNVIC Taubaté). Jogando fora de casa, 6 de novembro de 2015, no Ginásio Ayrton Senna, em Itapetininga, interior de São Paulo, o Cruzeiro não tomou conhecimento do Taubaté e se sagrou campeão da primeira edição da Supercopa Brasileira, em controlada partida, por 3x0 (31/33, 25/14 e 25/17). Seguindo com o incrível aproveitamento de 100% na temporada (2015-16), com três conquistas em três campeonatos disputados.
Em seguida, o Sada Cruzeiro emplacou a conquista do bicampeonato da Copa Brasil, na quarta edição desta competição. O escrete celeste não disputou a fase classificatória por entrar na competição como cabeça de chave número 1, diretamente nas quartas de finais, em qual eliminou o Lebes/Gedore/Canoas (RS) por 3x0 (25/18, 25/15 e 25/14). Na semifinal, eliminou novamente o Sesi (SP) por 3x1 (21/25, 25/19, 27/25 e 25/19), duro adversário em diversos torneios. E na grande final, em 23 de janeiro de 2016, o Sada Cruzeiro duelou com o Vôlei Brasil Kirin (SP), vencendo por 3x1 (24/26, 25/16, 25/21 e 25/20), em final disputada na casa do adversário, o Ginásio de Esportes do Taquaral em Campinas (SP). Com o título o Sada Cruzeiro se tornou o maior campeão da história da Copa Brasil. Este foi o quarto troféu levantado pelos cruzeirenses na temporada 2015-16 e o 19º título desde 2010, se consolidando como o time mais vitorioso do voleibol nacional.
No quinto título da temporada, o tricampeonato do Sul-Americano de Clubes, o desafio foi superar o vice-campeonato da temporada passada, em qual após chegar à grande decisão sem perder set algum, o Sada Cruzeiro acabou superado pelo velho adversário UPCN (ARG). Iniciando o Sul-Americano de Clubes (2016), na primeira fase, foram três vitórias arrasadoras sobre: CA Bohemios (URU) por 3x0 (25/17, 25/9 e 25/8), FUNVIC Taubaté (BRA) por 3x1 (20/25, 25/20, 25/19 e 25/23) e San Martín (BOL) por 3x0 (25/10, 25/12 e 25/14). Nas semifinais, o Sada Cruzeiro enfrentou novamente o UPCN (ARG), dessa vez a vitória foi tranquila por 3x0 (25/22, 26/24 e 25/16), na outra chave o FUNVIC Taubaté (BRA) superou a equipe do Personal Bolívar (ARG). Na final, em 21 de fevereiro de 2016, o Sada Cruzeiro venceu novamente o FUNVIC Taubaté (BRA), anfitrião da competição, jogando em sua casa (o Ginásio Abaeté) em Taubaté (SP). Vitória categórica por 3x0 (25/20, 25/21 e 25/10), sagrando-se tricampeão do Sul-Americano de Clubes e conquistando vaga para o próximo Campeonato Mundial de Clubes.
Na conquista da inédita Sêxtupla Coroa, o primeiro registro desta honraria no esporte brasileiro, o Sada Cruzeiro teve que manter a excelência de jogo ao longo de toda a temporada para se sagrar tetracampeão da Superliga - Série A. Na fase classificatória foram 18 vitórias em 22 jogos e a primeira colocação da tabela, com 55 pontos. Nos playoffs eliminou o São José dos Campos (SP) nas quartas de final e passou pela equipe Sesi (SP) na semifinal. Na final, a sexta consecutiva da equipe celeste, enfrentou o Brasil Kirin (SP) que ficou na terceira posição na fase de classificação. A grande final foi disputada em 10 de abril de 2016, no ginásio Nilson Nelson em Brasília (DF). Lotado, o ginásio agigantou a equipe do Sada Cruzeiro, que empurrado por sua inabalável torcida, venceu a disputada final por 3x1 (23/25, 25/23, 25/15 e 30/28) e manteve sua supremacia como a maior equipe do voleibol brasileiro. Além de assegurar vaga no próximo Campeonato Sul-Americano de Clubes. Na seleção da competição, eleita pela CBV - Confederação Brasileira de Voleibol, de sete jogadores quatro foram do Cruzeiro: Wallace (melhor ataque), William (melhor levantador), Filipe (melhor recepção) e Serginho (melhor defesa). Desde 2010, após o início da parceria entre a Sada e o Cruzeiro, contabilizando esta edição da Superliga 2015-16, já foram 27 campeonatos disputados, 25 decisões e 21 títulos!
Se antecipando e cultivando as conquistas da próxima temporada (2016-17), a diretoria do Sada Cruzeiro promoveu diversas mudanças no elenco. Em virtude do ranking de pontuação técnica dos jogadores (pontuada pela CBV), o oposto Wallace e o central Éder deixaram o clube e foram para o Taubaté (SP). Pelo limite de atletas estrangeiros, apenas dois por equipe, o ponteiro canadense Winters também teve que deixar o Cruzeiro. Porém, foram contratados o oposto Evandro, da seleção brasileira, e o central Simon, eleito o melhor central do mundo. E mais importante que grandes contratações, a diretoria renovou os contratos dos pilares da equipe: os jogadores Serginho, Filipe e William; e o técnico Marcelo Mendez, que defenderá o clube pela oitava temporada consecutiva.

## Títulos

### Time Principal
| HONRARIAS | HONRARIAS       | HONRARIAS | HONRARIAS                           |
|           | Competição      | Títulos   | Temporadas                          |
| --------- | --------------- | --------- | ----------------------------------- |
|           | Sêxtupla Coroa  | 1         | 2015-16                             |
|           | Quíntupla Coroa | 4         | 2013-14, 2016-17, 2017-18 e 2021-22 |
|           | Tríplice Coroa  | 3         | 2011-12, 2014-15 e 2023-24          |

| MUNDIAIS                | MUNDIAIS                                    | MUNDIAIS | MUNDIAIS                                                                                        |
|                         | Competição                                  | Títulos  | Temporadas                                                                                      |
| ----------------------- | ------------------------------------------- | -------- | ----------------------------------------------------------------------------------------------- |
|                         | Campeonato Mundial de Clubes de Voleibol    | 5        | 2013, 2015, 2016, 2021 e 2024                                                                   |
| INTERCONTINENTAIS       |                                             |          |                                                                                                 |
|                         | Competição                                  | Títulos  | Temporadas                                                                                      |
| Estados Unidos          | Torneio Internacional de Voleibol de Irvine | 3        | 2010, 2011 e 2014                                                                               |
| CONTINENTAIS            |                                             |          |                                                                                                 |
|                         | Competição                                  | Títulos  | Temporadas                                                                                      |
|                         | Campeonato Sul-Americano de Voleibol        | 11       | 2012, 2014, 2016, 2017, 2018, 2019, 2020, 2022, 2023, 2024 e 2025                               |
| NACIONAIS               |                                             |          |                                                                                                 |
|                         | Competição                                  | Títulos  | Temporadas                                                                                      |
| Brasil                  | Superliga - Série A                         | 9        | 2011-12, 2013-14, 2014-15, 2015-16, 2016-17, 2017-18, 2021-22, 2022-23 2024-25                  |
| Brasil                  | Copa Brasil de Voleibol                     | 8        | 2014, 2016, 2018, 2019, 2020 , 2021, 2023 e 2024                                                |
| Brasil                  | Supercopa Brasileira                        | 6        | 2015, 2016, 2017, 2021, 2022 e 2024                                                             |
| Brasil                  | Superliga - Série B                         | 1        | 2014-15*                                                                                        |
| ESTADUAIS               |                                             |          |                                                                                                 |
|                         | Competição                                  | Títulos  | Temporadas                                                                                      |
| Minas Gerais            | Campeonato Mineiro de Voleibol              | 16       | 2008, 2010, 2011, 2012, 2013, 2014, 2015, 2016, 2017, 2018, 2019, 2020, 2021, 2022, 2023 e 2024 |
| OUTROS TORNEIOS         |                                             |          |                                                                                                 |
|                         | Competição                                  | Títulos  | Temporadas                                                                                      |
| Santa Catarina          | Copa Santa Catarina                         | 1        | 2009-10                                                                                         |
| Rio Grande do Sul       | Copa Bento                                  | 2        | 2007-08 e 2008-09                                                                               |
| Espírito Santo (estado) | Taça Cidade Vitória                         | 1        | 2006-07                                                                                         |

- Conquista do time B: Sada Cruzeiro Unifemm.[21]

### Categorias de Base

#### Juvenil
(Atletas com 16 e 17 anos)
| Nacionais      | Nacionais                             | Nacionais | Nacionais               |
|                | Competição                            | Títulos   | Temporadas              |
| -------------- | ------------------------------------- | --------- | ----------------------- |
| Paraná         | Taça Paraná                           | 1         | 2013                    |
| Rio de Janeiro | Copa Cidade Maravilhosa               | 1         | 2015                    |
| São Paulo      | Torneio Quadrangular de Piracicaba    | 1         | 2016                    |
| Estaduais      |                                       |           |                         |
|                | Competição                            | Títulos   | Temporadas              |
| Minas Gerais   | Campeonato Mineiro                    | 3         | 2013, 2014 e 2015       |
| Minas Gerais   | Jogos de Minas (JIMI - Fase Estadual) | 1         | 2014                    |
| Regionais      |                                       |           |                         |
|                | Competição                            | Títulos   | Temporadas              |
| Minas Gerais   | Campeonato Metropolitano              | 4         | 2010, 2012, 2013 e 2014 |
| Minas Gerais   | Jogos de Minas (JIMI - Fase Regional) | 1         | 2014                    |

#### Infanto-Juvenil
(Atletas com 15 anos)
| Interestaduais | Interestaduais             | Interestaduais | Interestaduais    |
|                | Competição                 | Títulos        | Temporadas        |
| -------------- | -------------------------- | -------------- | ----------------- |
|                | Copa Sul-Minas de Voleibol | 1              | 2012              |
| Estaduais      |                            |                |                   |
|                | Competição                 | Títulos        | Temporadas        |
| Minas Gerais   | Campeonato Mineiro Sub-15  | 1              | 2015              |
| Minas Gerais   | Campeonato Mineiro Sub-16  | 1              | 2015              |
| Minas Gerais   | Copa Minas                 | 1              | 2014              |
| Regionais      |                            |                |                   |
|                | Competição                 | Títulos        | Temporadas        |
| Minas Gerais   | Copa Olympico Club         | 1              | 2013              |
| Minas Gerais   | Copa Adolfo Guilherme      | 1              | 2013              |
| Minas Gerais   | Campeonato Metropolitano   | 3              | 2012, 2014 e 2015 |
| Minas Gerais   | Copa Sesc de Voleibol      | 1              | 2012              |

## Elenco Atual
Elenco do Sada Cruzeiro para a temporada 2024/2025: